# Ray Young Bear
Ray Young Bear o Ka ka to (Marshalltown, Iowa 1950) és un amerindi fox, rebesnet de l’okima Maminwanike, qui va comprar el territori d'Iowa el 1856.
Amb la seva esposa ha format el grup musical Black Eagle Child, i ha donat classes de literatura creativa a diverses universitats. És autor dels poemes Remnants of the First Earth (1997), The invisible musician (1990), Winter of the salamander:the keeper of the importance (1980) i altres.